# Trial indoor
El trial en pista coberta, més conegut per la seva denominació anglesa, trial indoor, és una modalitat del trial que es caracteritza per disputar-se en recintes tancats (normalment en pavellons esportius coberts, però també en camps de futbol o places urbanes), on es munta un circuit d'obstacles artificials. Un dels avantatges d'aquesta modalitat és que els espectadors poden seguir les evolucions dels pilots amb comoditat i sense patir per les inclemències meteorològiques.
Nascuda a Catalunya el 1978, quan la revista especialitzada Solo Moto organitzà a Barcelona el I Trial Indoor Solo Moto (actualment anomenat Trial Indoor de Barcelona), aquesta modalitat es popularitzà ràpidament arreu d'Europa fins que, el 1993, la FIM instaurà el primer Campionat del Món de trial indoor. D'ençà de l'edició del 2011, aquest campionat s'anomena oficialment Campionat del Món de X-Trial.

## Història
A finals de 1977, al director de la revista barcelonina Solo Moto, Jaume Alguersuari (pare del pilot de Fórmula 1 del mateix nom), se li acudí d'organitzar un gran espectacle per tal d'atraure com més públic millor al proper lliurament de premis del concurs "El Pilot de l'Any" (organitzat anualment per la revista), i decidí que un bon emplaçament podria ser el Palau dels Esports de Barcelona, amb la idea de poder retransmetre de passada l'esdeveniment per TVE.
Assabentat que en un pavelló esportiu dels Països Baixos s'hi havia organitzat recentment una mena de trial amb motocicletes per damunt de palets, Alguersuari volia millorar la idea i contactà amb Pere Pi (directiu de Montesa i ex-campió estatal de trial), per tal de demanar-li'n assessorament. Pi li suggerí de contactar amb Joan Bordas (empresari de jardineria i antic pilot de trial) i, un cop reunits tots tres, aviat definiren els trets generals d'allò que hauria de ser un trial indoor. En una ulterior visita al viver de Bordas, a Gavà (Baix Llobregat), acabaren de decidir el material que haurien de menester per a confeccionar les zones artificials, les quals volien que combinessin espectacularitat amb una aparença "natural".

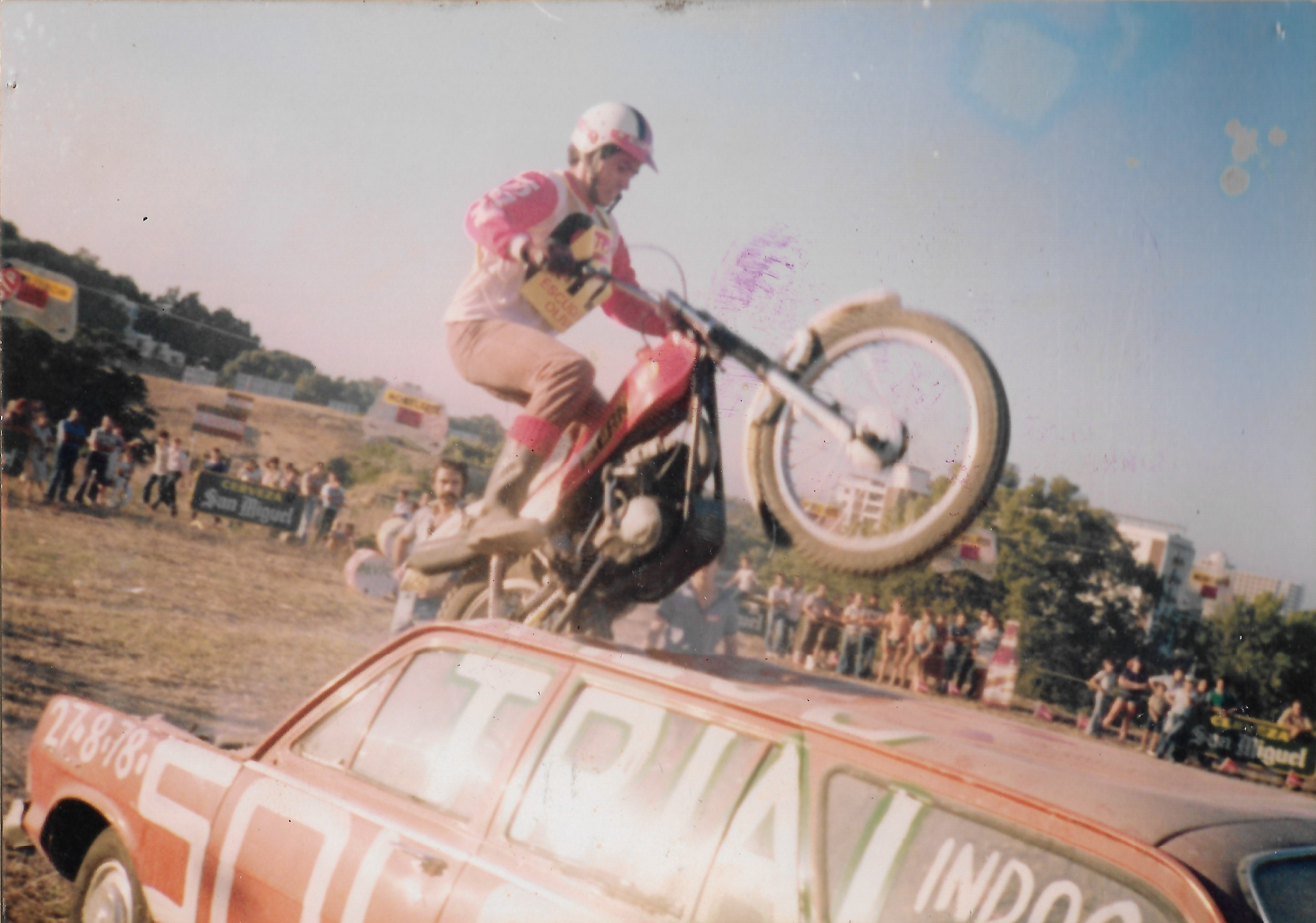
Xavier Miquel en un dels primers trials indoor de la península ibèrica (Marbella, 23-8-1978)

Celebrat finalment el 24 de gener de 1978, el I Trial Indoor Solo Moto tingué tant d'èxit que l'esdeveniment s'ha vingut organitzant anualment fins a l'actualitat. Les 13 primeres edicions varen ser dissenyades sempre per l'equip inicial (Pi, Bordas i Alguersuari), fins que Pere Pi hagué de plegar després de l'edició de 1990, en no poder-ho compaginar amb la direcció de la seva empresa, Monty.

### Consolidació
L'espectacularitat d'aquesta nova modalitat li donà una repercussió internacional (gràcies a la facilitat de retransmissió televisiva que ofereix el fet de celebrar-se en un palau d'esports) que la feu créixer ràpidament arreu del món. Els seus dissenyadors, Pi i Bordas, varen ser sol·licitats durant anys com a organitzadors de trials indoor a diversos països, entre els quals Andorra i Brasil (on en muntaren alguns a Sao Paulo i Belo Horizonte). Més tard, altres ciutats començaren a organitzar-ne pel seu compte (els de Torí, Madrid, Sheffield, Marsella, Canillo i Girona destaquen entre els més reconeguts) i sorgiren diversos especialistes en la matèria, com ara Francesc Tarrés (germà gran de Jordi Tarrés), conegut organitzador de trials indoor en l'actualitat.

### Competició

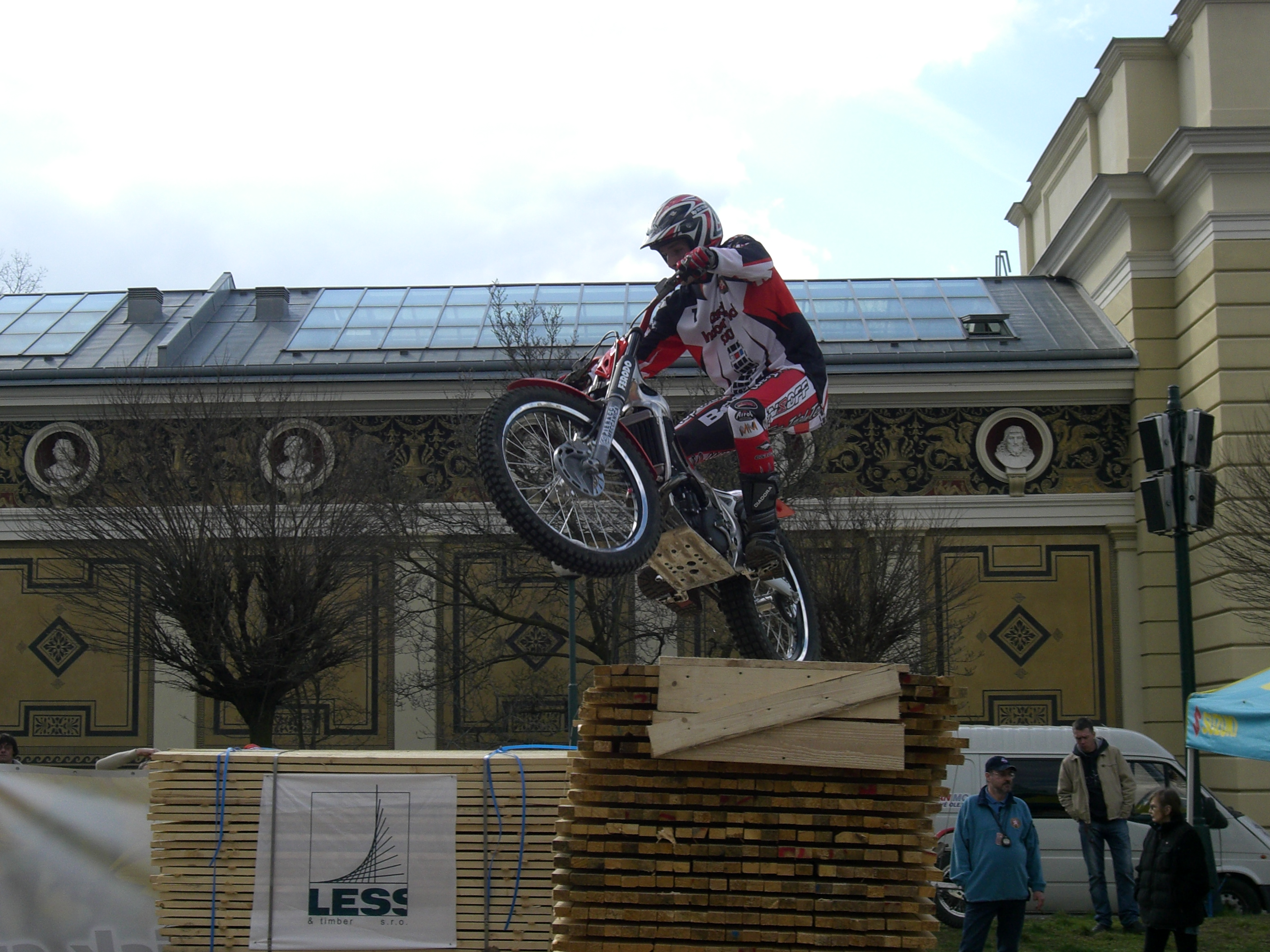
Trial indoor a l'aire lliure a Praga el 2007

L'abundància de proves que anaren sorgint arreu d'Europa després del Trial Indoor Solo Moto va fer que, al cap dels anys, la FIM instituís el Campionat del Món de trial indoor el 1993, acceptant el sistema de puntuació que havien fixat des del començament Pi, Bordas i Alguersuari. Això va acabar de consolidar la disciplina i aconseguí acabar de professionalitzar aquest esport.
Tret del guanyador del primer campionat del món, Tommi Ahvala, i de Dougie Lampkin (amb un total de 5 campionats és el segon pilot a haver-ne guanyat més), tots els campions del món de trial indoor han estat catalans: Toni Bou (amb 6 mundials és qui n'ostenta el rècord), Adam Raga (4), Marc Colomer (3) i Albert Cabestany (1).
Al cap d'uns anys d'existir el campionat mundial, diversos països convocaren també els seus propis campionats estatals de trial indoor. Així, el 1994 s'instaurà el Campionat d'Alemanya, seguit uns anys després pel d'Espanya (2001) i pel d'Itàlia (2002). D'aquests, el que té més repercussió és el d'Espanya, ja que hi participen els millors especialistes mundials, tots ells catalans.

## Efectes del trial indoor
A les primeres edicions del Trial Indoor Solo Moto es varen assentar les bases del trial indoor tal com el coneixem actualment. Les aportacions de Pere Pi (principal ideòleg de la prova), juntament amb les de Bordas i Alguersuari varen servir per a crear zones inèdites fins aleshores en el trial convencional, amb puntuació també inèdita, com ara el salt d'alçada, la cursa en paral·lel i una novetat que, anys a venir, adoptà el trial convencional i fins i tot el bicitrial: la limitació de temps a les zones. Totes aquestes novetats crearen rebuig inicialment entre alguns pilots, però amb el temps s'han acabat consolidant i han contribuït a fer del trial indoor una modalitat de repercussió mediàtica i, en conseqüència, una font d'ingressos important per als pilots. Val a dir que, fins a aquell moment, el trial havia estat sempre un esport "amateur" (per a participar en una prova de trial clàssic, els pilots havien de pagar).
La consolidació del trial indoor acabà per propiciar a mitjà termini un canvi de filosofia del trial clàssic, ja que si fins al moment allò que hi comptava era l'equilibri i el "tacte de gas", actualment aquest esport ha esdevingut un espectacle on cal superar zones de gran dificultat amb certes dosis de perill. Les complicades zones dels indoor, finalment, han fet augmentar el nivell i tècnica dels pilots de trial fins a límits impensables abans de l'existència d'aquesta modalitat.
A causa de la creixent popularitat del trial indoor, actualment al trial clàssic se l'anomena sovint trial outdoor o a l'aire lliure per tal de diferenciar-lo d'aquest, que gairebé li ha pres el protagonisme inicial.

## Característiques
El trial indoor es caracteritza per les seves zones artificials. Inicialment, i especialment a Barcelona, s'intentà que aquestes tinguessin components com més naturals millor (troncs, arrels, roques, etc.). Al Trial Indoor Solo Moto, a l'època de Pi i Bordas, se'n muntaren algunes de les més espectaculars que es recorden, com ara per exemple:
- La "piràmide" amb dos gran taulons col·locats damunt d'una piscina
- La "cascada", amb una alta cascada d'aigua corrent, plena de roques, que calia escalar
- La "torre de Babel" amb unes travesses de ferrocarril
- Una "piscina" plena de grans pneumàtics d'excavadora i de tractor
- Zones amb grans troncs de palmera
- Zones amb arrels grosses d'arbre

Amb les anys, però, l'evolució d'aquesta modalitat ha fet que actualment la major part dels elements de les zones siguin completament artificials (ciment, formigó, acer, etc.), essent les dificultats més habituals les següents:
- Contenidors metàl·lics
- Tubs i canonades d'obra
- Pilars cilíndrics metàl·lics o d'obra
- Estructures de formigó
- Palets de fusta
- Rampes de fusta o ciment

Un dels motius del canvi d'elements naturals per aquests d'artificials fou econòmic: amb els anys, a Jaume Alguersuari i la resta d'organitzadors els va interessar més un tipus de zones menys costoses i més adequades per a col·locar-hi publicitat.
Una altra característica específica del trial indoor és l'existència de proves d'habilitat, amb una puntuació específica. Inicialment n'hi havia de diverses (com ara zones entre parets que s'havien de tocar amb la roda anterior, zones de contenidor dobles, on calia anar fins a una paret, xocar-hi i tornar per l'altra, etc.). De les que han arribat fins als nostres dies, en destaquen aquestes:
- Salt d'alçada (inicialment calia saltar 7 llistons amb les dues rodes alhora)
- Cursa en paral·lel (dos pilots recorren un seguit de dificultats l'un al costat de l'altre, guanyant qui arribi abans i amb menys punts de penalització)

Finalment, la limitació de temps a les zones fou una innovació típica del trial indoor que s'ha generalitzat després. Es tracta de penalitzar el pilot amb "fiasco" si supera el temps preestablert per a completar la zona (actualment fixat en 2 minuts). Quan falten pocs segons per a complir-se aquest temps, sona un botzina per tal d'avisar el pilot.